# Kavkaski jezici
Kavkaski jezici, ime za dvije jezične porodice raširene na području Kavkaza.
A) Kartvelski jezici ili južnokavkaski (5):
a1. gruzijski (2) Gruzija, Izrael: gruzijski, judeogruzijski.
a2. svanski (1) Gruzija: svanski (lušnu, svanuri)
a3. zan (2) Gruzija, Turska: lazijski, mingrelski.
B) Sjevernokavkaski jezici (34):
b1. sjeveroistočni (avarsko-andodidojski) (29):
b1 a. avarsko-andijski (9) Rusija: ahvahski, andijski, avarski, bagulalski, botliški, čamalalski, godoberinski, karatajski, tindinski.
b1 b. darginski (1) Rusija: darginski (dargva)
b1 c. hinaluški (1) Azerbajdžan: hinaluški
b1 d. lakski (1) Rusija: lakski
b1 e. lezgijski (9) Rusija, Azerbajdžan: agulski, arčinski, buduški, cahurski, krizijski (džekski), lezginski, rutulski, tabasaranski, udijski.
b1 f. nahski (3) Gruzija, Rusija: bacbijski, čečenski, inguški.
b1 g: cezijski ili didojski (5) Rusija: hunzipski, bešta, didojski, hinuški, hvaršinski.
b2. sjeverozapadni (5):
b2 a. abhasko-abazinski (2) Gruzija, Rusija: abazinski, abhaski
b2 b. čerkeski (2) Rusija: adigejski, kabardinski
b2 c. ubiški (1) Turska: ubiški.

## Vanjske poveznice
- Lenguas Caucásicas
- Ranko Matasović, Kratki tipološki pregled kavkaskih jezika (skripta), Filozofski fakultet, Zagreb, 2009.